# Maître
Na hotelaria e gastronomia, o maître d'hôtel, ou simplesmente maître e maîtresse (/mɛtR do'tɛl/, do francês: "chefe dos garçons") anfitrião ou gerente do restaurante, é o responsável por organizar estabelecimentos comerciais como hotéis, restaurantes e, cruzeiros. É um promotor garantindo a eficiência no atendimento e a satisfação do cliente lidando com as reclamações.

## Funções
O Maître tem funções como: agendar as reservas, acomodar os clientes nos estabelecimentos, cuidar da enologia, dividir a área das refeições em praças, normalmente em pousadas, hotéis, restaurantes, cruzeiros, onde se encontrar entretenimento. Deverá ter domínio da norma culta dos idiomas e, conhecimentos gerais.
Controlando as áreas da responsabilidade dos funcionários a serviço, administrando os garçons por mesas. Este discutirá o cardápio, previamente, com o cozinheiro-chefe. Durante o serviço de restauração, dará ao cozinheiro-chefe o tempo necessário para a preparação da comida, avisando-o para disparar a comida e assegurar-se que transcorra em tempo hábil.
O Maître também é responsável pelo bom andamento da empresa, desde sua estrutura de um modo geral, como limpeza de sala, jardim, toilletes sociais. Responsável também pela harmonização da sala, um bom relacionamento entre sala e cozinha, assim como motivação da equipe que comanda.